# Durenque
Durenque (okzitanisch Durenca) ist eine französische Gemeinde mit 524 Einwohnern (Stand 1. Januar 2022) im Département Aveyron in der Region Okzitanien (vor 2016 Midi-Pyrénées). Sie gehört zum Arrondissement Millau (bis 2017 Arrondissement Rodez) und zum Kanton Monts du Réquistanais. Die Einwohner werden Durenquois genannt.

## Geographie
Durenque liegt rund 45 Kilometer ostnordöstlich von Albi und etwa 30 Kilometer südsüdöstlich von Rodez am gleichnamigen Flüsschen Durenque. Nachbargemeinden sind Auriac-Lagast im Nordwesten und Norden, Alrance im Nordosten und Osten, Villefranche-de-Panat im Osten, Lestrade-et-Thouels im Südosten und Süden, Réquista im Südwesten sowie La Selve im Westen.

## Bevölkerungsentwicklung
| Jahr                       | 1962 | 1968 | 1975 | 1982 | 1990 | 1999 | 2006 | 2019 |
| Einwohner                  | 920  | 862  | 811  | 805  | 724  | 607  | 560  | 523  |
| Quellen: Cassini und INSEE |      |      |      |      |      |      |      |      |

## Sehenswürdigkeiten
- Kirche Sainte-Thérèse
- Kirche Saint-Pierre-aux-Liens im Ortsteil Cannac
- Mühle Roupeyrac mit dem Museum François Fabié
- Statuenmenhir von Durenque

## Persönlichkeiten
- François Fabié (1846–1923), Schriftsteller